# Aya Hirano
Aya Hirano (平野 綾?, Hirano Aya; 8 ottobre 1987) è una cantante e doppiatrice giapponese (seiyū) che ha avuto ruoli in molti anime, visual novel e spot pubblicitari in Giappone.
È sotto contratto con la Space Craft Produce, un ramo dello Space Craft Group, per la sua carriera da seiyū, mentre con l'etichetta Lantis per la sua carriera da cantante.

## Biografia
Aya passò alcuni anni dell'infanzia in America prima di tornare in Giappone. Nel 1998, si unì al Tokyo Child Theatrical Group, una divisione dello Space Craft Group. Successivamente, iniziò ad apparire in spot pubblicitari e ottenne il primo ruolo da seiyū in Tenshi no shippo. Molti dei suoi ruoli richiedevano "una voce giovane ma matura al tempo stesso", erano ruoli come Lumière in Kiddy Grade e Yoko Sasakura in School Rumble, infatti è capace di utilizzare una voce molto matura (che contrasta con il suo aspetto) sin dall'età di 10 anni.   Dal 2002-2003 è stata un membro del gruppo femminile SpringS.
Dopo il diploma, inizia seriamente a intraprendere la carriera di seiyū e cantante. La grande opportunità arriva nel 2006, quando ottiene il ruolo di doppiatrice per Haruhi Suzumiya, il personaggi principale dell'anime La malinconia di Haruhi Suzumiya. Il successo di questa serie lancia definitivamente la sua carriera in Giappone. Il suo singolo Bōken desho desho? contenente la sigla iniziale dell'anime è andato esaurito in Giappone lo stesso giorno in cui è uscito. Questo successo le ha permesso di essere scelta per altri due ruoli principali: la voce di Reira in Nana e di Misa Amane in Death Note. La sua popolarità è stata confermata ai primi Seiyū Awards, dove ha vinto come "Miglior esordiente femminile" per il suo ruolo come Haruhi Suzumiya; lo stesso ruolo gli ha fatto vincere la nomination come "Miglior personaggio principale femminile". Agli stessi Awards, fu candidata anche come "Miglior personaggio secondario femminile", e ha guadagnato due nomination come "Miglior Singolo" (uno per Bōken desho desho?, l'altro era una nomination di gruppo per il singolo Hare hare yukai). Nel 2008, ha vinto il titolo di "Miglior personaggio femminile" alla seconda edizione dei Seiyu Awards.
Ha suonato ai concerti "Animelo Summer Live" tra il 2006 e il 2008, così come al concerto "Suzumiya Haruhi no gekisō" del 18 marzo 2007.
Aya Hirano è stata ospite all'Anime Expo 2007, insieme alle altre seiyū de La malinconia di Haruhi Suzumiya, Minori Chihara e Yūko Gotō. Nel 2007, ottiene il ruolo di Konata Izumi in Lucky Star e pubblica tre diversi singoli.
Nel novembre 2010 ha annunciato su Twitter, di essere affetta da una forma benigna di tumore al cervello. Tuttavia ha anche assicurato che questo non avrà influenza sulla sua vita artistica.
Nel 2011 Aya ha annunciato sempre su Twitter che il suo album Aya Museum, uscito il 25 maggio 2011, sarà l'ultimo e che ha intenzione di prendersi una pausa dal lavoro di cantante, ma se la sua carriera avrà di nuovo inizio, i suoi fan saranno i primi a saperlo.
Verso settembre ha annunciato di aver trovato una nuova agenzia e probabilmente prenderà parte a nuovi progetti. https://j-idolblog.blogspot.com/2011/09/aya-hirano-torna-con-una-nuova-agenzia.html

## Vita privata
I suoi hobby sono suonare la chitarra e il pianoforte (al liceo suonava anche l'organo) e leggere romanzi. Il suo romanzo preferito è Gamou-tei jiken, di Miyuki Miyabe. La sua citazione preferita è "L'esistenza consiste nel creare sé stessi" (存在するということは、自分を創造することだ?, Sonzaisuru to iu koto wa, jibun o sōzōsuru koto da).
I suoi talenti includono la calligrafia e la preveggenza (sembra faccia sogni particolarmente accurati, come pare facesse anche sua madre). I disegni di gatti antropomorfi che si vedono a volte in La malinconia di Haruhi Suzumiya erano originariamente dei disegni che Aya faceva sul retro dei copioni. Lo staff scoprì questo suo hobby e li incluse nell'anime. Vari tipi di questi disegni di gatti antropomorfi si trovano anche su tutto il merchandise dell'anime..
È interessata a tutte le cose che hanno a che fare con l'Egitto e, stando al suo sito ufficiale, i suoi film preferiti sono La Bella Addormentata della Disney, The Nightmare Before Christmas e Edward mani di forbice di Tim Burton.
Ha un cane chiamato Chibi-chan (ちびちゃん?).

## Filmografia
Ruoli principali in grassetto.

### Anime
1999
- One Piece (Vegapunk/Lilith)

2001
- Tenshi no shippo (Saru no Momo)

2002
- Kiddy Grade (Lumière)

2003
- Tenshi no shippo chu! (Saru no Momo)
- Bakuten Shoot Beyblade G Revolution (MingMing)

2004
- Battle B-Daman (Charat)

2005
- Battle B-Daman: Fire Spirits (Pheles)
- Canvas 2: Niji Iro no sketch (Sumire Misaki)
- Eyeshield 21 (Mamori Anezaki)

2006
- Busō Renkin (Mahiro Muto)
- Death Note (Misa Amane)
- Doraemon: Zeusdesu Naida (Tarance Claw)
- Galaxy Angel-Rune (Kahlua/Tequila Marjoram)
- Himawari! (Shikimi)
- NANA (Reira Serizawa)
- Renkin 3-kyū magical ? Pokān (Pachira)
- School Rumble ni gakki (Yoko Sasakura)
- Sumomomo Momomo (Sanae Nakajima)
- La malinconia di Haruhi Suzumiya (Haruhi Suzumiya)

2007
- Dragonaut: The Resonance (Garnet McLane)
- Gakuen Utopia Manabi Straight! (Mei Etoh)
- Lucky Star (Konata Izumi, sé stessa nell'episodio 15, Haruhi Suzumiya nell'episodio 20)
- Hello Kitty: Apple Forest and the Parallel Town (Emily)
- Himawari! (Shikimi)
- Soreike! Anpanman (Tanpopochiyan, Kokinchiyan)

2008
- Akaneiro ni somaru saka (Minato Nagase)
- Kemeko Deluxe! (Nakamura)
- Hyakko (Ayumi Nonomura)
- Linebarrels of Iron (Kujō Miu)
- Mokke (Reiko Nagasawa)
- Moegaku 5 (Megamisama)
- Macross Frontier (Mina Roshan, Nene Rora)
- Nijū mensō no musume (Chizuko Mikamo)
- Zettai karen children (Kaoru Akashi)

2009
- Charger Girl Ju-den Chan (Rona Elmo)
- Dragon Ball Kai (Dende)
- Fairy Tail (Lucy Heartphilia)
- Jewelpet (Garnet)
- Kiddy Girl-and (Lumière)
- Kimi ni todoke (Ume Kurumisawa)
- Maria Holic (Shizu Shidō)
- Queen's Blade (Nanael)
- La malinconia di Haruhi Suzumiya (Haruhi Suzumiya)
- White Album (Yuki Morikawa)

2010
- Seikon no qwaser (Ekaterina "Katja" Kurae)

2011
- Dragon Ball Kai (Dende)
- Hunter × Hunter (serie 2011) (Menchi)

2012
- Recorder to Randsell (Sayo)

2014
- Kiseiju - L'ospite indesiderato (Migi)

2015
- Dragon Ball Super (Dende)
- Otaku Teacher (Toune Yamato)

2024
- Dragon Ball Daima (Dende)

### OVA
- Amuri in Star Ocean (Femina Novum)
- Fist of the North Star: The Legend of Toki (Sara)
- Gakuen Utopia Manabi Straight! (Mei Etoh)
- Itsudatte My Santa! (Mai)
- Kawa no Hikari (Wanko)
- Lucky Star OVA (Konata Izumi)
- Lupin III - Green vs Red (Yukiko)
- School Rumble Sangakki (Yoko Sasakura)
- Saint Seiya: The Lost Canvas (Sasha/Athena)

### Web anime
- La malinconia di Haruhi-chan Suzumiya (Haruhi Suzumiya)
- Nyoro~n Churuya-san (Haruhi Suzumiya)

### Videogiochi
- AquaPazza: AquaPlus Dream Match (Yuki Morikawa)
- Assassin's Creed II (Cristina Vespucci)
- Catherine: Full Body (Rin)
- Danganronpa Another Episode: Ultra Despair Girls (Monaka Towa)
- Dissidia 012 Final Fantasy (Prishe)
- Dissidia Final Fantasy: Opera Omnia (Prishe)
- Dragon Ball: Sparking! Zero (Dende)
- Eternal Sonata (Polka)
- Eyeshield 21 MAX DEVILPOWER! (Mamori Anezaki)
- Eyeshield 21 Playing American Football! Ya! Ha! (Mamori Anezaki)
- Eyeshield 21 Portable Edition (Mamori Anezaki)
- Fate/Samurai Remnant (Dorothea Coyett)
- Final Fantasy Fables: Chocobo's Dungeon (Shirma)
- Final Fantasy Type-0 (Carla Ayatsugi)
- Finalist (Honoka Serizawa)
- Galaxy Angel II (Kahlua/Tequila Marjoram)
- Granblue Fantasy (Alexiel, Beatrix, Prishe)
- Granblue Fantasy: Versus (Beatrix)
- Granblue Fantasy: Versus Rising (Beatrix)
- La serie di Haruhi Suzumiya come Haruhi Suzumiya:
  - Suzumiya Haruhi no yakusoku (PSP)
  - Suzumiya Haruhi no tomadoi (PS2)
  - Suzumiya Haruhi no gekidō (Wii)
  - Suzumiya Haruhi no heiretsu (Wii)
  - Suzumiya Haruhi no chokuretsu (NDS)
- Himekishi Monogatari -Princess Blue- (Yuna＝Ekuberuto Ōjo)
- Like a Dragon: Ishin! (Ikumatsu)
- Lucky Star no Mori (Konata Izumi)
- Lucky Star: Ryōō Gakuen Ōtōsai (Konata Izumi)
- Luminous Arc (Lucia)
- Marvel's Spider-Man: Miles Morales (Tinkerer)
- Memories Off 6: T-wave (Chisa Hakosaki)
- Nana: Subete wa Daimaou no Omichibiki!? (Reira Serizawa)
- Octopath Traveler II (Ochette)
- Sigma Harmonics (Neon Tsukiyomi)
- Sumomomo Momomo: The Strongest Bride on Earth (Sanae Nakajima)
- Sunday VS Magazine: Shūketsu! Chōjō daikessen! (Kaoru Akashi)
- Tenshi no shippo (Saru no Momo)
- World of Final Fantasy (Ragazza senza nome)
- Yakuza 4 (Hana)
- Yakuza 5 (Hana)
- Yakuza: Dead Souls (Hana)

### Ruoli da doppiatrice
- Doctor Who (Astrid Peth)
- Renaissance (Ilona Tasuiev) (versione DVD)
- Dragonball Evolution (Bulma)
- Encanto (film) (Isabela Madrigal)

### Televisione
- AniGiga（NHK BS2）(ospite)
- Brave MAP Speciale: Vi mostreremo le facce nascoste delle persone che danno le voci a popolari personaggi anime!! Best 50
- AniPara Music-place (ospite)
- Hey! Hey! Hey! Music Champ - Rank-In Corner (Fuji Television | luglio 3 2006)
- Kaitai-shin show (NHK General | aprile 2007)
- Mario School (TV Tokyo | ottobre 2000 - marzo 2001)
- Moegaku (ospite)
- Radical (commento)
- Super Advancement Broadcast BONZO! (Tokyo MX | 24 agosto 2007)
- Tenshi no voice (SKY PerfecTV! ch.371 | 9th Broadcast)
- Just Aya Hirano TV (平野綾だけTV?, Hirano Aya dake TV) (Fuji TV 2 | aprile 2009)

### Drama
- Multiple Personality Detective Psycho - Kazuhiko Amamiya Returns (WOWOW | 2000) (Lolita ℃)
- Pocket ni bōken o tsumekonde (TXN | 2023)

### DVD
- Suzumiya Haruhi no gekisō (2007)
- Love Letter (ラブレター?, Rabu Retā) (21 novembre 2007)
- Love Story (ラブストーリー?, Rabu Sutōrī) (25 aprile 2008)
- 1st Live 2008 Riot Tour Live (25 febbraio 2009)
- I Love You (18 marzo 2009)

### Film
- Gekijō-ban Bleach: Fade to Black - Kimi no na o yobu (Giovane sorella)
- Honjitsu no neko-jijo
- The Asylum Session (Hiyoko) 2009
- To (Ariina) 2009
- Lupin III - L'ultimo colpo (Asuka Kagurazaka) 2010

### Radio
- Galaxy Angel Radio (finito)
- Radio anime romakkisu (6 ottobre 2007)
- SOS Dan rajio shibu (finito)
- Sumomo Radio (finito)
- Tenshi no shippo: Home Party (finito)
- Anime Workshop (アニコボー?, AniKobō) (Nippon Broadcasting | aprile 2009) (ospite)

### Drama CD
- B.Ichi (Lin Kinpar)
- Kiddy Grade Sound Layer (Lumière)
- La malinconia di Haruhi Suzumiya - Sound Around (Haruhi Suzumiya)
- Zettai karen children (Kaoru Akashi)

### Libri
- 1/19 Bpm, pubblicato nel 2007. ISBN 978-4-07-258106-3
- Hirano Aya hajimete story, pubblicato nel 2007. ISBN 978-4-07-258101-8
- Hirano Aya Photo Collection H 〜STAIRWAY to 20〜, pubblicato nel 2007. ISBN 978-4-04-854096-4
- Lolita no ondo ISBN 4-04-853272-3

## Discografia

### Singoli
1. Breakthrough (8 marzo 2006)
2. Bōken desho desho? (26 aprile 2006) (sigla di apertura de La malinconia di Haruhi Suzumiya)
3. Ashita no prism (6 settembre 2006)
4. Love Gun (10 ottobre 2007)
5. Neophilia (7 novembre 2007)
6. MonStAR (5 dicembre 2007)
7. Unnamed World (23 aprile 2008) (sigla di chiusura di Nijū Mensō no Musume)
8. Namida Namida Namida (8 ottobre 2008) (sigla di chiusura di Hyakko)
9. Set me Free/Sing A Song! (29 aprile 2009)
10. Super Driver (22 luglio 2009) (sigla di apertura de La malinconia di Haruhi Suzumiya)
11. Histeric Barbie (23 giugno 2010)

### Album
1. Riot Girl (2008)
2. Speed Star (2009)
3. Fragments (2012)
4. Vivid (2014)

### Altro
- Hare hare yukai (2006)
- Suzumiya Haruhi no tsumeawase (2006)
- Haruhi Suzumiya Character Song (2006 e 2009)
- Saikyō Pare Parade (2006)
- Mei Etō Character Song (2006)
- Sanae Nakajima Character Song (2006)
- Motteke! Sailor Fuku (2007)
- Konata Izumi Character Song (2007)
- Mune Pettan Girls Character Song (2007)
- Tomare! (2009)

## Riconoscimenti
Nel 2007, vince il premio come "Miglior doppiatrice" al Tokyo International Anime Fair.